# Jixie
Jixie (kinesiska: 济协乡, 济协) är en socken i Kina. Den ligger i provinsen Sichuan, i den sydvästra delen av landet, omkring 41 kilometer väster om provinshuvudstaden Chengdu. Antalet invånare är 12 729. Befolkningen består av 6 395 kvinnor och 6 334 män. Barn under 15 år utgör 10,0 %, vuxna 15-64 år 77 %, och äldre över 65 år 11,0 %.
Genomsnittlig årsnederbörd är 1 318 millimeter. Den regnigaste månaden är juli, med i genomsnitt 377 mm nederbörd, och den torraste är december, med 11 mm nederbörd.